# 斯普林山 (加利福尼亞州)
斯普林山（英語：Spring Hill）是位於美國加利福尼亞州內華達縣的一個非建制地區。該地的面積和人口皆未知。

## 地理
斯普林山的座標為39°13′57″N 121°02′39″W / 39.23250°N 121.04417°W，而該地的平均海拔高度為815米（即2674英尺）。